# Биази, Джузеппе
Джузеппе Биази (итал. Giuseppe Biasi) — итальянский художник и график, основоположник современного сардинского изобразительного искусства.

## Жизнь и творчество
Джузеппе Биази родился 23 октября 1885 года в городе Сассари на Сардинии в семье инженера. Будучи ещё школьником, с 1901 года публикует карикатуры в юмористических листках, издававшихся в Сассари. Профессионального художественного образования Биази не получил, хотя в конце концов это обернулось для него преимуществом: формирование его как художника происходило в сфере иллюстрированных журналов и искусства плаката, а эти жанры в Италии периода смены веков были самыми передовыми. Их простой и ёмкий стиль, выработанный для привлечения внимания спешащего прохожего, намного более современен, чем претенциозная и высокопарная живопись, перегруженная античными аллегориями, которую преподавали в академиях. Именно в сфере рекламной и книжной графики начинают вырабатываться такие приёмы, как двухмерная стилизация, радикальное упрощение образа, выразительная деформация, которыми впоследствии будут пользоваться авангардисты: экспрессионисты, кубисты, футуристы. Биази быстро овладевает этим языком. В декабре 1904 года он уезжает на несколько месяцев в Рим, где состоится дебют молодого художника в общенациональном масштабе. Биази сотрудничает с газетой на французском языке «Италия» и журналом социалистов «Л’аванти делла доменика» (итал. «L’Avanti della Domenica»). Там, в Риме, Джузеппе Биази формулирует для себя цель: стать «открывателем Сардинии» для сардинцев, а также для всей Италии и для Европы. Весной 1905 года он возвращается в родной город, чтобы учиться на юридическом факультете университета. В октябре того же года в Сассари персональной выставкой цветных карикатур Джузеппе Биази завершается начальный этап его творческого пути.

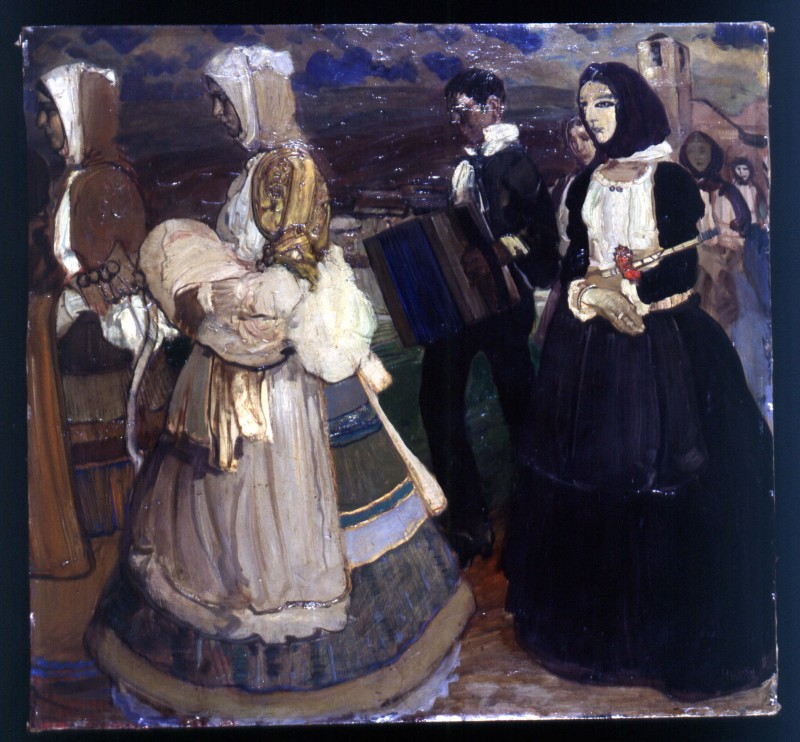
Крестины на Сардинии, 1912—1915 (фонд Карипло)

В 1906 году Биази начинает сотрудничать с изысканным детским журналом «Иль джорналино делла доменика» (итал. «Il giornalino della Domenica»), издаваемом во Флоренции, для которого рисуют лучшие иллюстраторы своего времени. Эти годы фундаментальны для понимания Джузеппе Биази. Городской юноша из интеллигентной семьи, получивший образование в итальянской школе, отправляется в творческую экспедицию по сёлам Сардинии, по её центральным горным районам. Его очаровывают экзотическая красота и фантастические костюмы жителей Барбаджи и Теулады. Биази посвящает всю свою жизнь изображению традиций и костюмов Сардинии, и делает это он, как и другие творческие деятели начала двадцатого века, для того, чтобы создать новый образ своей земли, помочь ей освободиться от гнёта многолетнего колониального и полуколониального угнетения. Миф первобытности, мечта о мире, не испорченном цивилизацией и прогрессом, девственном и чистом, богатом жизненными силами, находится в центре его творчества, как, впрочем, и множества других художников той эпохи, от Поля Гогена до Густава Климта, от Пабло Пикассо до немецких экспрессионистов. Но Джузеппе Биази не нужно в поисках первозданного отправляться в дальние страны. В нескольких километрах от родного Сассари, в ближайших деревнях, сохранился народ архаичный, загадочный и торжественный: мужчины простые и серьёзные, как король-пастух, женщины молчаливые и грациозные, движущиеся «походкой совсем не крестьянки». Что общего имеет этот мир и этот народ с той Сардинией, какой она предстаёт в докладах итальянских парламентских комиссий: несчастным островом, страдающим от малярии, голода, нищеты, бандитов и вендетты, с населением, генетически склонным к правонарушениям? Вообще-то это две стороны одной медали, и великолепие народных костюмов и красота крестьянских праздников не исключают голода и бандитизма. Но Биази показывает только прекрасную сторону жизни крестьян, потому что считает первоочередной необходимостью восстановление гордости и достоинства униженного и безропотного народа. Миф о народе Сардинии как расе, аристократичной от природы, изобретён для того, чтобы мир крестьян и пастухов перестал быть символом отсталости и нищеты и послужил основой нового самосознания.
В 1908 году Биази оканчивает университет и получает диплом юриста. В 1909 году начинается его плодотворное сотрудничество с писательницей из Нуоро Грацией Деледдой, лауреатом Нобелевской премии по литературе 1926 года. Произведения Деледды с иллюстрациями Биази публикуются в журналах «Л’Иллюстрационе итальяна» (итал. «L’Illustrazione Italiana») и «Ла леттура» (итал. «La Lettura»). В этом же году впервые его акварель «Крестный ход в Барбадже ди Фонни» участвует в Венецианской биеннале, но не привлекает там особого внимания. Зато появление работ Джузеппе Биази на первой выставке «Романский сецессион» в 1913 году и на Венецианской биеннале в 1914 приносит ему общенациональную славу. В основе этого успеха — отчасти, темы его работ, вызывающие у зрителей ассоциации с романами Грации Деледды, но в первую очередь, очаровывает его стиль: одновременно весёлый и торжественный, наивный и изысканный, ностальгический и ироничный, вычурный и по-детски простой; сухая и элегантная линеарность, свежие и чистые цвета, двумерное пространство, сходное с гобеленом, богатство орнаментов, чаще всего абстрактных. Язык, в котором очевидная декоративность не исключает черт суровых, резких и гротескных, иногда переходящих в деформации в духе экспрессионизма. В 1914 Биази присоединяется к группе художников, издающих журнал «Л’Эроика», поставивших задачу возрождения техники гравюры на дереве. В Сассари вокруг него собирается кружок молодых художников.
В 1915 году Джузеппе Биази призывают на фронт Первой мировой войны, где он почти сразу же получает ранение в ногу, отчего впоследствии прихрамывает. В 1916 Биази переводится в Милан, где становится завсегдатаем интеллектуально-художественных кругов и имеет большой успех. В 1917 он организует Сардинскую выставку в Милане, на которой представлены и работы его молодых друзей из Сассари. Выставка имеет целью сбор средств для детей погибших воинов и проходит с триумфом. В это время меняется тематика и стиль работ Джузеппе Биази: появляются меланхоличные образы Сардинии ночной и безлюдной, нищих бродячих музыкантов, декоративность тонов исчезает. В конце 1910-х — начале 1920-х годов итальянская художественная мода меняется. Возникают направления «Валори пластичи» (итал. Valori plastici) и, особенно, «Новеченто»(итал. Novecento), выступавшие за суровый классицизм, чистоту пластических форм, отсутствие декоративности, следование великой общеитальянской традиции, а не регионально-фольклорным увлечениям. Интерес публики к творчеству Биази уменьшается. Критики упрекают его в повторяемости, отсутствии новизны. Приход к власти фашистов художник воспринял критически, что стоило ему приглашения на Биеннале 1922 года. Он работает над оформлением виллы Сербеллони в Белладжо (1923), но в целом испытывает творческий и финансовый кризис.
В начале 1924 года Джузеппе Биази уезжает в путешествие по Северной Африке. В поисках нового стиля и вдохновения он направляется к первоисточникам примитивизма — в Триполитанию, Киренаику, Египет. Он очарован культурой Древнего Египта, интересуется африканским искусством, ритуальными масками, искусством Индии, а также творчеством Матисса, Модильяни, кубизмом и экспрессионизмом. Это — период размышлений, изучения, неистовой работы и непрерывных экспериментов. Биази делает множество рисунков и небольших эскизов темперой — фиксирует идеи и решения, к которым он будет обращаться в последующие годы. В больших картинах острые углы сглаживаются, художник приходит к стилю Ар-деко. В центре его работ — образы обнажённых одалисок и куртизанок: женщина более чем когда-либо становится символом первозданного. Стиль, который выработал Джузеппе Биази в Африке, сух и сжат, цвета скупы и выжжены, свет низок и нереален, как отсветы пожара.
Вернувшись в Италию в 1927, Биази выставляет на Биеннале 1928 года две большие декоративные картины с обнажёнными, принятые довольно холодно. К тому времени доминирующем стилем в итальянском искусстве стал поддерживаемый правительством классицизм Новеченто, а Биази в него никак не вписывается. Он уезжает на Сардинию, где создаёт «Сардинскую художественную семью» — ассоциацию художников и деятелей культуры, не приемлющих сертификации, проводимой фашистским государством через систему профсоюзов. Эта инициатива сталкивается с противодействием властей, организующих в 1929 году на Сардинии, как и в других регионах, «фашистский профсоюз работников изобразительного искусства», через который отныне происходит организация художественных выставок и отбор работ на них. Тридцатые годы начинаются для Джузеппе Биази с трудностей: его работы на Биеннале 1930 года и Римской Квадриеннале 1931 прошли почти незамеченными, хотя на менее значительной Колониальной выставке в Риме серия картин маслом и линогравюр по африканским впечатлениям имела успех. Художник работает над оформлением виллы «Арджентина» в Виареджо (1930), железнодорожного вокзала в Темпьо (1932). Национальная критика по-прежнему обвиняет его в фольклоризме, декоративизме и отсутствии новизны, хотя тридцатые годы для Джузеппе Биази — это десятилетие поисков стиля и жанра. Реализм крестьянских портретов соседствует с сухой обобщённостью пейзажей, декоративностью работ на африканские темы, орнаментальностью групповых женских изображений и гротескным примитивизмом изображений мужчин. Не получив приглашения на несколько общенациональных выставок, Биази в 1935 году публикует несколько памфлетов, открыто критикующих систему организации государственных художественных выставок. Его поддерживают консервативные круги фашистской Италии, сторонники чистого реализма и противники авангарда в искусстве. С 1936 по 1938 годы с успехом проходят персональные выставки Биази в Кальяри, Милане, Биелле, где представлены новые циклы работ «Певцы» и «Распятия». Помимо живописи, художник выполняет графические циклы цветных и чёрно-белых работ в технике линогравюры и ксилографии.
К началу сороковых годов живописный стиль Джузеппе Биази резко меняется. Художник обращается к реализму фотографическому, немного инертному, в духе правительственных предписаний. Теперь для него мир крестьян — это уже не миф, а хроника сельской жизни. В это время Биази выполняет много коммерческих заказов: эскизы для серии керамических блюд для мастерской Као в Кальяри, мозаики для здания суда в Сассари и для алтаря церкви в посёлке Фертилия. Но денег постоянно не хватает; они утекают сквозь пальцы, тратятся на красивую жизнь, роскошных женщин, легко отдаются в долг . Имея перспективу новых заказов, Биази овладевает техникой фрески. В 1942 году он в поисках контрактов приезжает в Биеллу и остаётся там, когда война прерывает сообщение с Сардинией. Работы Джузеппе Биази пользуются успехом у богатых людей, в военное время вкладывающих деньги в искусство; имеет он и оформительские заказы. В Биелле Биази возвращается к ранее присущему ему романтизму, теперь уже не прикрытому иронией, выражаемому через единение с природой в пейзаже. Творчество этих последних лет пронизано трагическим пессимизмом. С образами Сардинии соседствуют меланхолические пейзажи с горами и полями, натюрморты из нескольких предметов, букеты цветов на чёрном фоне, в которых чувствуется что-то похоронное. Этот пессимизм отражает общее настроение художника в эти годы. В сентябре 1943 года, когда юг Италии был уже в руках англо-американских союзных войск, Джузеппе Биази заявил о поддержке фашистской Итальянской социальной республики. Его германофильство, до тех пор существовавшее только в сфере культуры, приобретает политическую окраску. Впрочем, за этим заявлением никаких реальных действий не последовало. После Освобождения Джузеппе Биази на основании анонимного письма был обвинён в шпионаже в пользу немцев и заключён в тюрьму в посёлке Андорно-Микка, где он и погиб от удара камнем в голову 20 мая 1945 года, когда разъярённая толпа напала на колонну арестантов.